# Бандеромобіль

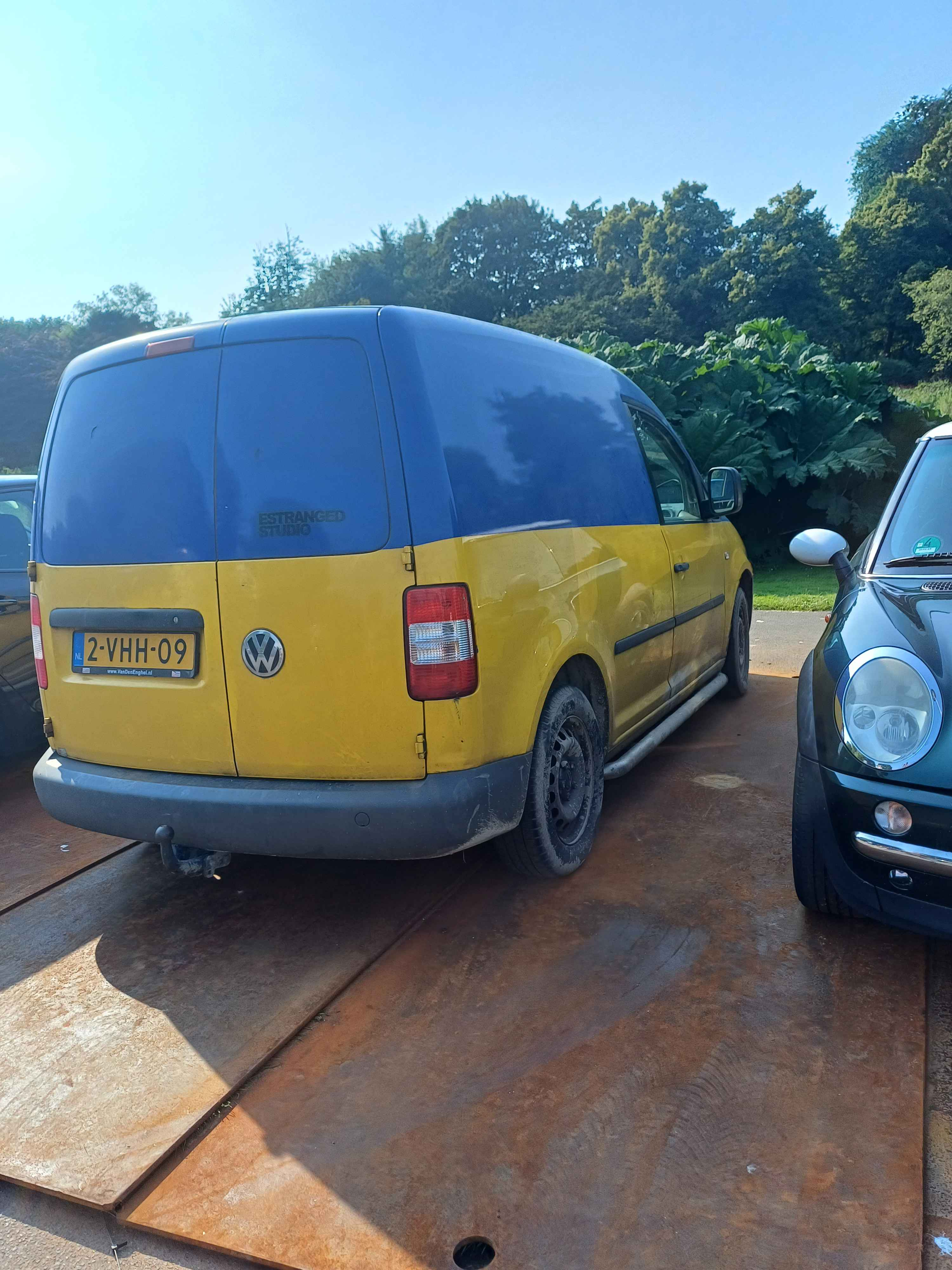

Бандеромобіль — українська імпровізована бронемашина на базі ГАЗ-66, створена активістами з Ніжина під час війни на сході України. З часом слово стало позначати імпровізовані бронемашини України загалом, а зрештою і озброєні цивільні автівки.

## Цікаві факти
У 2017 році потрапив до ТОП-35 Монстрів АТО.
У 2021 році підполковник, військовий журналіст Сергій Камінський уклав енциклопедію «Народні панцерники» про незвичайні авто українських військових, до якої увійшов і «Бандеромобіль».
У 2022 році один із політиків передав два «бандеромобілі» для 206-го батальну Ірпінської ТрО.

Композиція «Бандеромобіль» на проспекті Степана Бандери в Києві. 2023 рік

Початково слово означало конкретний кустарний бронеавтомобіль, жартівливу назву якому дав командир батальйону ОУН Микола Коханівський. Згодом як українці, так і росіяни, почали жартома називати так будь-які кустарно броньовані машини українських воїнів. Особливої популярності слово набуло під час російського вторгнення в 2022 після заяви 27 лютого тогочасного речника МО РФ Ігора Конашенкова:   Після цієї заяви Kolegi Studio!  виготовляють перший Бандеромобіль, броньований пікап з турелю під зброю та брендованими лозунгами - "Батько Наш Бандера, Україна Мати" та портретами Степана Андрійовича.  
| | націоналістичні батальйони застосовують так звані "бандер-автомобілі", які мають підвищену прохідність та оснащені великокаліберним стрілецьким озброєнням або мінометами |
| — https://web.archive.org/web/20220309212458/https://censor.net/ua/video_news/3319598/minoborony_okupantiv_rozpovilo_pro_strashni_banderomobili_video | |